# Richebourg (Pas-de-Calais)
Pour les articles homonymes, voir Richebourg.
Richebourg est une commune française située dans le département du Pas-de-Calais en région Hauts-de-France. Ses habitants sont appelés les Richebourgeois. La commune est membre de la communauté d'agglomération de Béthune-Bruay, Artois-Lys Romane.

## Géographie

### Localisation
Localisée dans l'est du département du Pas-de-Calais, la commune, limitrophe du département du Nord, est située, à vol d'oiseau, à 9 km au nord-est de Béthune (chef-lieu d'arrondissement) et à 23 km à l'ouest de Lille (aire d'attraction).
Richebourg est une commune des Flandres artésiennes, et est proche de la Flandre maritime, et à moindre mesure de la Flandre lilloise.
Le territoire communal est limitrophe de ceux de neuf communes, dont une, La Gorgue, dans le département du Nord.
Les communes limitrophes sont La Gorgue, La Couture, Festubert, Laventie, Lestrem, Lorgies, Neuve-Chapelle, Vieille-Chapelle et Violaines.

### Géologie et relief
La superficie de la commune est de 17,31 km2 ; son altitude varie de 16  à   29 mètres.

### Hydrographie
La commune, située dans le bassin Artois-Picardie, est drainée par neuf cours d'eau :
- le courant Harduin ou courant du pont Baudet, d'une longueur de 16,1 km, qui prend sa source dans la commune et se jette dans la Lys au niveau de la commune de La Gorgue[4] ;
- la Loisne aval, d'une longueur de 11,53 km, qui prend sa source dans la commune de Beuvry et se jette dans la Lawe au niveau de la commune de La Couture[5] ;
- le courant du Breucq, d'une longueur de 5,31 km qui prend sa source dans la commune et se jette dans le courant du Moulin au niveau de la commune de Lestrem[6] ;
- le haut Courant ou le grand Courant, d'une longueur de 4,47 km qui prend sa source dans la commune et se jette dans un cours d'eau au niveau de la commune de Laventie[7] ;
- le courant du pont Rinchon, d'une longueur de 3,95 km qui prend sa source dans la commune et se jette dans la Lys au niveau de la commune de La Gorgue[8] ;
- le courant Vittu, d'une longueur de 2,76 km qui prend sa source dans la commune et se jette dans le courant Harduin ou courant du pont Baudet au niveau de la commune de La Gorgue[9] ;
- le Becque du Wacquet, d'une longueur de 2,36 km qui prend sa source dans la commune et se jette dans un cours d'eau au toponyme hydrographique inconnu au niveau de la commune d'Ennetières-en-Weppes[10] ;
- le courant des Busettes, d'une longueur de 1,82 km qui prend sa source dans la commune et se jette dans le courant du Breucq au niveau de la commune[11] ;
- le courant des Annettes, d'une longueur de 1,55 km qui prend sa source dans la commune de Vieille-Chapelle et se jette dans courant du Breucq au niveau de la commune[12].

Et par sept cours d'eau aux toponymes hydrographiques inconnus,,,,,,.

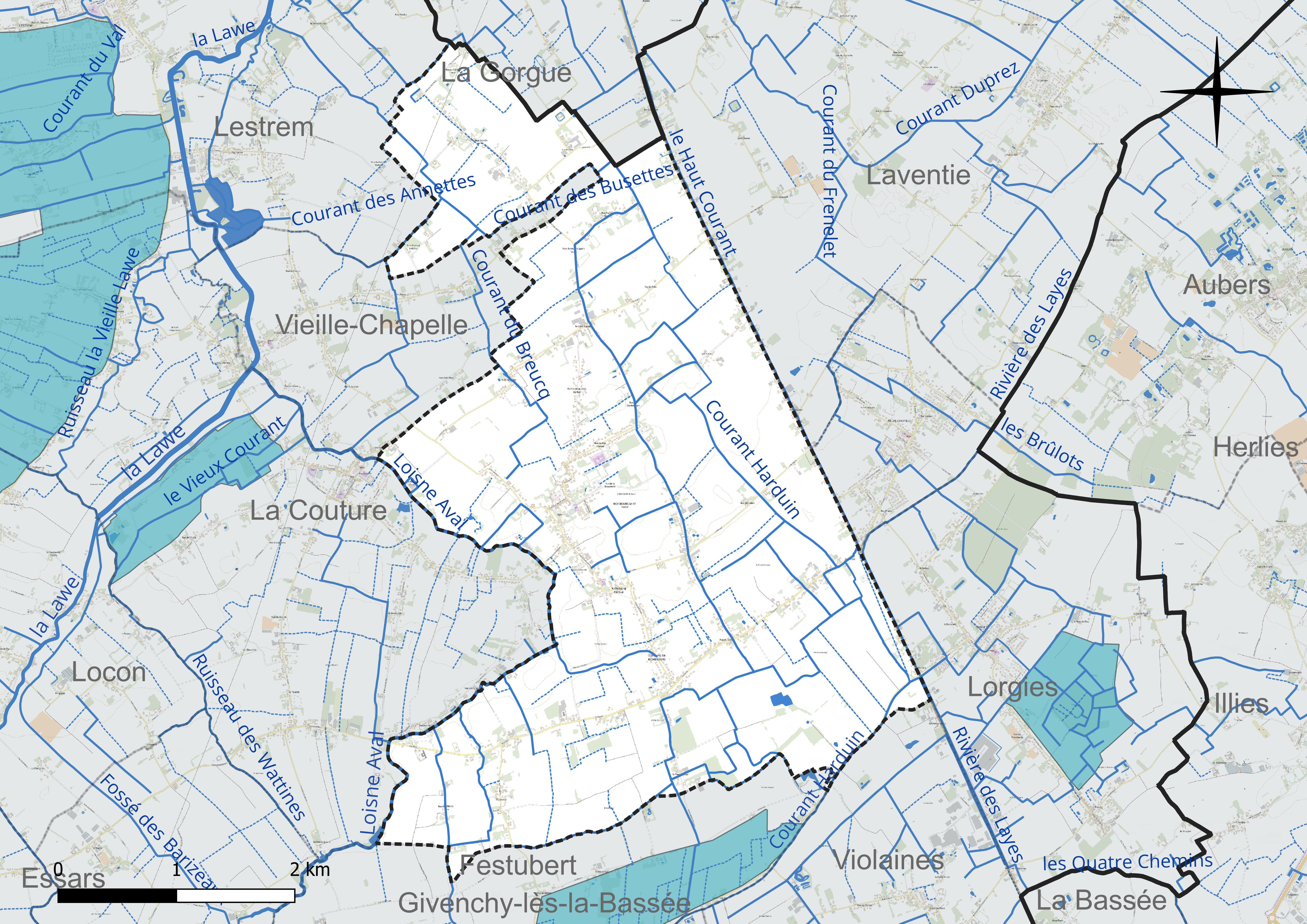
Réseau hydrographique de Richebourg.

### Climat
Pour des articles plus généraux, voir Climat des Hauts-de-France et Climat du Nord-Pas-de-Calais.
En 2010, le climat de la commune est de type climat océanique dégradé des plaines du Centre et du Nord, selon une étude du CNRS s'appuyant sur une série de données couvrant la période 1971-2000. En 2020, Météo-France publie une typologie des climats de la France métropolitaine dans laquelle la commune est exposée à un climat océanique et est dans une zone de transition entre les régions climatiques « Nord-est du bassin Parisien » et « Côtes de la Manche orientale ».
Pour la période 1971-2000, la température annuelle moyenne est de 10,7 °C, avec une amplitude thermique annuelle de 14 °C. Le cumul annuel moyen de précipitations est de 712 mm, avec 11,9 jours de précipitations en janvier et 8,6 jours en juillet. Pour la période 1991-2020, la température moyenne annuelle observée sur la station météorologique la plus proche, située sur la commune de Lillers à 18 km à vol d'oiseau, est de 11,1 °C et le cumul annuel moyen de précipitations est de 731,5 mm,. Pour l'avenir, les paramètres climatiques de la commune estimés pour 2050 selon différents scénarios d'émission de gaz à effet de serre sont consultables sur un site dédié publié par Météo-France en novembre 2022.

### Milieux naturels et biodiversité
L’Inventaire national du patrimoine naturel (INPN) recense plusieurs espèces faunistiques et floristiques sur le territoire de la commune dont certaines sont protégées et d’autres menacées et quasi-menacées.

## Urbanisme

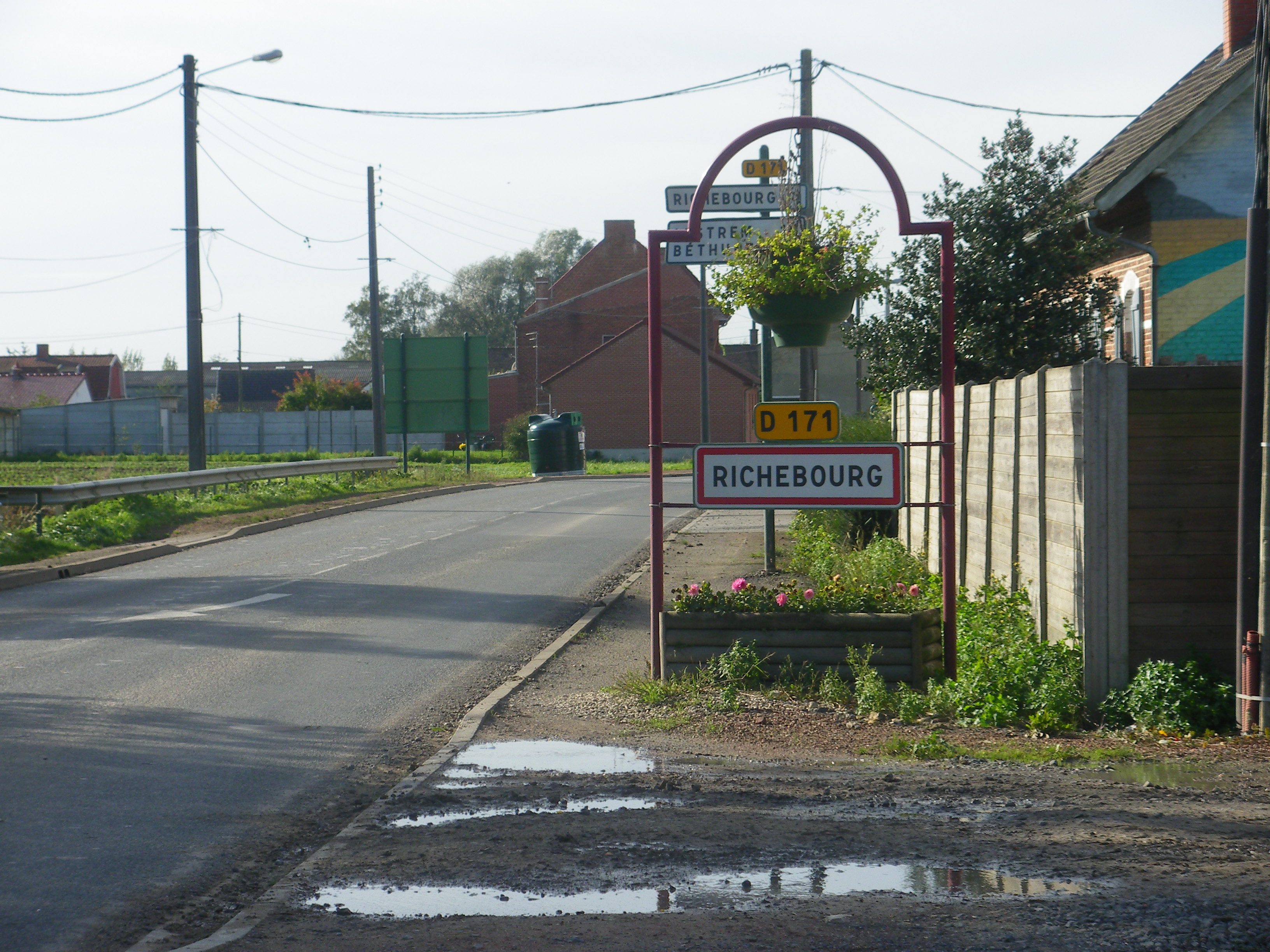
Panneau d'entrée de la commune.

### Typologie
Au 1er janvier 2024, Richebourg est catégorisée commune rurale à habitat dispersé, selon la nouvelle grille communale de densité à sept niveaux définie par l'Insee en 2022.
Elle appartient à l'unité urbaine de Béthune, une agglomération inter-départementale regroupant 94  communes, dont elle est une commune de la banlieue,,. Par ailleurs la commune fait partie de l'aire d'attraction de Lille (partie française), dont elle est une commune de la couronne,. Cette aire, qui regroupe 201 communes, est catégorisée dans les aires de 700 000 habitants ou plus (hors Paris),.

### Occupation des sols
L'occupation des sols de la commune, telle qu'elle ressort de la base de données européenne d’occupation biophysique des sols Corine Land Cover (CLC), est marquée par l'importance des territoires agricoles (90,6 % en 2018), en diminution par rapport à 1990 (93,6 %). La répartition détaillée en 2018 est la suivante : 
terres arables (86,7 %), zones urbanisées (9,4 %), zones agricoles hétérogènes (2 %), prairies (1,9 %). L'évolution de l’occupation des sols de la commune et de ses infrastructures peut être observée sur les différentes représentations cartographiques du territoire : la carte de Cassini (XVIIIe siècle), la carte d'état-major (1820-1866) et les cartes ou photos aériennes de l'IGN pour la période actuelle (1950 à aujourd'hui).

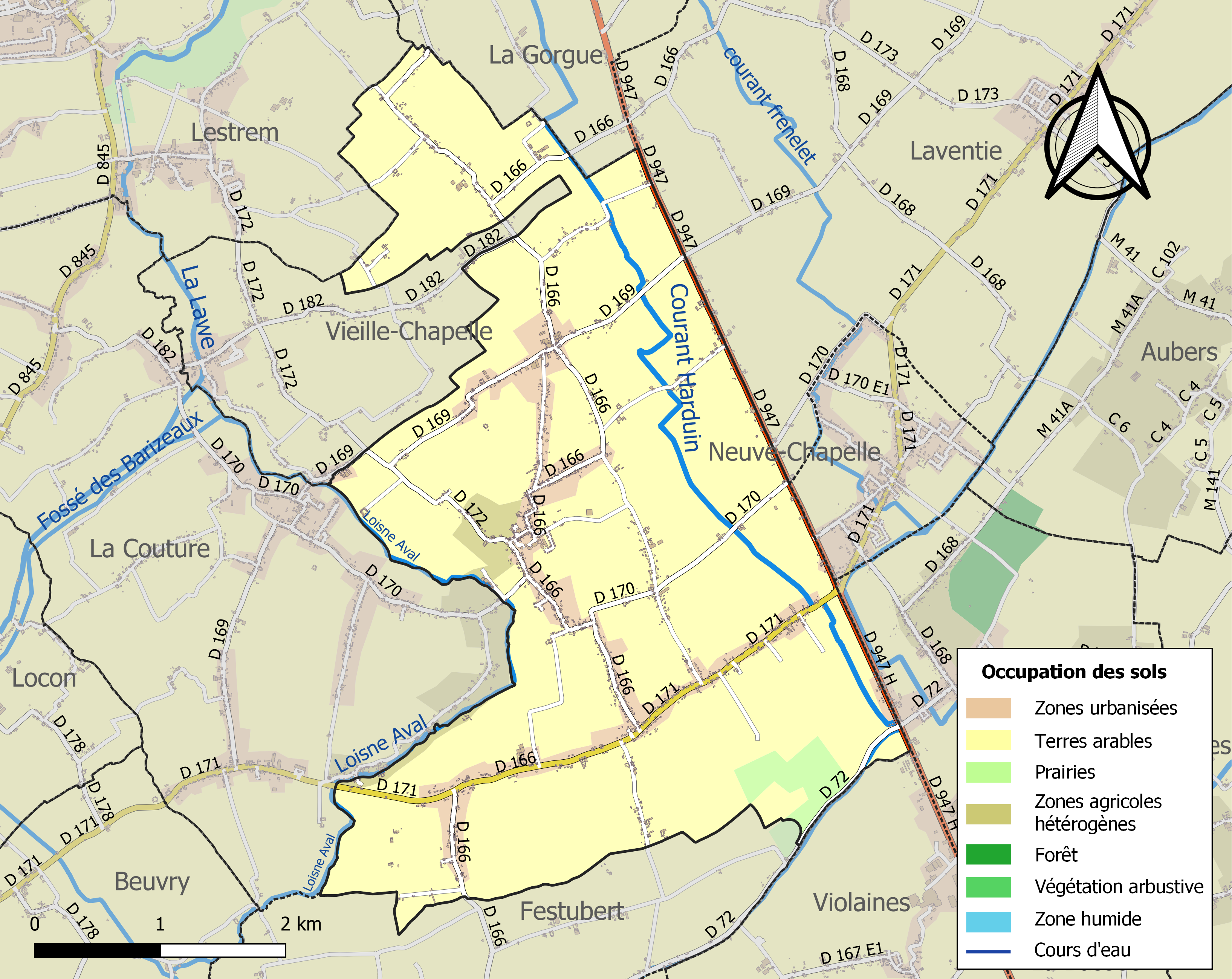
Carte des infrastructures et de l'occupation des sols de la commune en 2018 (CLC).

### Lieux-dits, hameaux et écarts
Le village de Richebourg est né de la fusion des villages de Richebourg-l'Avoué et de Richebourg-Saint-Vaast en 1971. Ceux-ci partageaient alors la même église, mais possédaient chacun leur mairie, celle de Richebourg-Saint-Vaast étant située à la Croix-Barbet et celle de Richebourg-l'Avoué au bout de la rue du Moulin-l'Avoué (à ne pas confondre, justement, avec la rue du Moulin-Saint-Vaast, de l'autre côté du village, cet endroit étant par ailleurs considéré comme le lieu-dit Richebourg-l'Avoué par extension). Un nouveau centre-bourg fut ainsi rebâti autour de l'église Saint-Laurent, mais l'agencement du village et les noms de certaines rues gardent le souvenir de cette ancienne scission.
À titre de comparaison, Richebourg-l'Avoué représentait en superficie les 4/5 de la commune actuelle, Richebourg-Saint-Vaast étant le cinquième restant.
Il n'y a pas de hameau à proprement parler, mais on peut noter la présence du Bout-d'el-ville, une partie du village faisant géographiquement partie de Richebourg — les deux entités se touchent —, mais dont les routes pour y accéder passent par la commune de Vieille-Chapelle ou de Laventie et la Gorgue, sans que cela ne l'isole toutefois du reste de la commune.
Pour les lieux-dits, on trouve :
- la Croix-Barbet, au carrefour des rues Hennelle, des Charbonniers, du Puits et du Moulin-Saint-Vaast ;
- la Rouge-croix, au croisement du Grand-chemin et de la rue du Puits :
- le carrefour de la Bombe, à la limite de Neuve-Chapelle ;
- l'Épinette, à l'extrémité sud-ouest de la commune.

### Voies de communication et transports
Richebourg est située au croisement des routes reliant Béthune à Armentières (la rue du Bois) et de celles reliant Estaires à la Bassée (le Grand-Chemin).
L'autoroute A26 passe à Béthune, à 14 km de Richebourg,
Richebourg n'est pas desservie par le train, mais les gares TER de Cuinchy et la Bassée et TGV de Béthune sont proches.

## Toponymie

### Richebourg
Le village de Richebourg est né de la fusion des villages de Richebourg-l'Avoué et de Richebourg-Saint-Vaast en 1971.
Du vieux-francique *riki (« puissant »). Le sens de « puissant » est encore en usage dans les premiers textes français; celui de « qui possède des biens » ne semble assuré que vers 1265.
L'appellation serait d’origine germanique ou flamande, de Richburg (charte du XIIe siècle) ou Richebourg, « château riche » ou « village fertile ».
Richebourg peut aussi correspondre au nom de personne germanique féminin Rice, (Ricburgis).

#### Richebourg-l'Avoué
Le nom de la localité est attesté sous les formes Richesborg (1171) ; Richesburs (1171) ; Richeburc (1198) ; Richeborc (1198) ; Rikebouch, Rikebourt (vers 1200) ; Riciburgus (1218) ; Richeborg (1224) ; Riquebourk (1249) ; Rikebourk (1269) ; Dives Burgus (1272) ; Ricquebourg (xiiie siècle) ; Rikebourch (1333) ; Riquebourke (1333) ; Riquebourch (1343) ; Ricquebourg-en-l’Advouerie (1520) ; Richembourg (1567) ; Richebourg-Ladvoié (1697) ; Richebourg l’Advoüé (1720) ; Ricsebourg (1768) ; Risbourg (xviiie siècle) ; Richebourg-l’Égalité (1793) ; Richebourg la Voué en 1793 ; Richebourg-l'Avoué en 1801.

#### Richebourg-Saint-Vaast
Le nom de la localité est attesté sous les formes Reschesburch (1136) ; Rischesburch (1169) ; Rikebourt (xiie siècle) ; Dives Burgus (1262) ; Rikebourch (1301) ; Rikebourk, Rickebourg (1310) ; Ricquebourre (1489) ; Riquebourg-Saint-Vaast (1507) ; Ricquebourg ou povoir de Saint-Vaast (1516) ; Ricquebourg-Saint-Vaast (1559) ; Richebourg-Saint-Vaast-en-l’Advouerie (1669) ; Richebourg-Saint-Vaast (1720) ; Richebourg Saint Vaast en 1793 ; Richebourg-Saint-Vaast en 1801.
Durant la Révolution, la commune de Richebourg-l'Avoué porte le nom de Richebourg-l'Égalité et celle de Richebourg-Saint-Vaast celui de Richebourg-la-Fraternité.

## Histoire
On ne trouve le nom de Richebourg qu’à partir du XIIe siècle, bien que cette terre soit peuplée depuis 311 avant Jésus-Christ. Elle fait partie intégrante du « Pays de l’Alleu », pays issu d’une terre létique, c'est-à-dire d’une zone cédée par l'empire romain à des aventuriers en tout genre, baroudeurs, ou même des captifs prêts à se convertir dans l’agriculture. Ils déboisent et font de cette terre l’une des plus fertiles de la contrée.[réf. nécessaire]
La seigneurie de Richebourg était sous la souveraineté des seigneurs de Béthune :
- Robert III de Béthune dit le Chauve (1035-1101) ;
- Robert IV de Béthune dit le Gros (1060-1128) ;
- Guillaume Ier de Béthune (1095-1144).

En 1136, l'abbaye de Saint-Vaast, dont dépend Richebourg décide, à la suite de la décision du pape Urbain II, d’inféoder la moitié de son territoire au seigneur de Béthune, pour que ce dernier défende celui-ci face aux seigneurs qui guerroient continuellement. Ainsi naissent Richebourg-l’Avoué et Richebourg-Saint-Vaast, avec une seule paroisse et donc une seule église.
La succession féodale de Richebourg passe des Béthune aux comtes de Flandre, Flandre-Termonde, Luxembourg-Ligny : voir les articles sur le comte Guy de Dampierre (époux de Mahaut de Béthune) et son fils Guillaume de Termonde.
De 1347 à la destruction quasi totale en 1914-1918 du village, en passant par les guerres de religion (1566), la guerre contre les Espagnols (1635-1640), l'histoire du village fut troublée. En juillet 1708, le duc de Marlborough fit incendier le village lors de la guerre de Succession d'Espagne. 
Perceval de Richebourg combat et trouve la mort à la bataille d'Azincourt en 1415.

### Première Guerre mondiale
Durant la Première Guerre mondiale, Richebourg est le théâtre, le 30 juin 1916, de la bataille dite « de la tête de Sanglier », nom donné du fait de la singularité du tracé des tranchées, vu du ciel, à cet endroit. Cette bataille est une diversion lancée par les troupes britanniques du Royal Sussex, la véritable offensive étant celle de la Somme. Mais ce ne fut qu'un massacre pour les Britanniques, et ce jour est parfois surnommé « le jour où le Sussex est mort ». 
Des soldats portugais sont engagés aux côtés des Alliés. La commune abrite aujourd'hui le cimetière militaire portugais, seul cimetière militaire portugais en France. Il accueille les sépultures de 1 831 soldats du corps expéditionnaire portugais tombés au cours de la bataille de la Lys, en avril 1918, témoignant ainsi de la participation active du Portugal au conflit.
Les deux communes, Richebourg-L'Avoué et Richebourg-Saint-Vaast, qui constitue depuis 1971 la commune de Richebourg, sont décorées de la croix de guerre 1914-1918 par décret du 23 septembre 1920, distinction également attribuée à 276 autres communes du Pas-de-Calais.

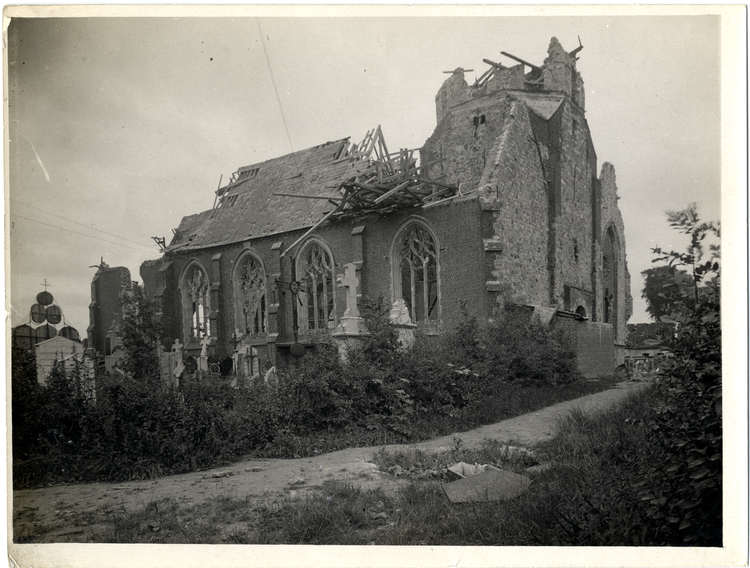
L'église de Richebourg détruite.

### Richebourg d'aujourd'hui
La commune actuelle résulte de la fusion, le 21 février 1971 (arrêté du 21 février publié au Journal officiel le 19 mars) des anciennes communes de Richebourg-l'Avoué (code INSEE 62706) peuplée de 1 090 habitants au recensement de 1968 et Richebourg-Saint-Vaast (code INSEE 62707) peuplée de 541 habitants au recensement de 1968.

## Politique et administration

### Découpage territorial
La commune se trouve dans l'arrondissement de Béthune du département du Pas-de-Calais.

#### Commune et intercommunalités
La commune est membre de la communauté d'agglomération de Béthune-Bruay, Artois-Lys Romane qui regroupe 100 communes et totalise 275 327 habitants en 2021.

#### Circonscriptions administratives
La commune est rattachée au canton de Beuvry.

#### Circonscriptions électorales
Pour l'élection des députés, la commune fait partie de la douzième circonscription du Pas-de-Calais.

### Élections municipales et communautaires

#### Liste des maires
| Période                                  | Période                   | Identité                     | Étiquette | Qualité                                                                                  |
| ---------------------------------------- | ------------------------- | ---------------------------- | --------- | ---------------------------------------------------------------------------------------- |
| Les données manquantes sont à compléter. |                           |                              |           |                                                                                          |
| mars 1959                                | novembre 1966             | Charles Bavière              |           |                                                                                          |
| novembre 1966                            | mars 1983                 | Léon Dekeuwer,               |           | Cultivateur, maire honoraire                                                             |
| mars 1983                                | avril 1991                | Paul Legry                   |           | Démissionnaire                                                                           |
| avril 1991                               | juin 1995                 | Philippe Helle               |           | Photographe, ancien adjoint au maire                                                     |
| juin 1995                                | mars 2001                 | Ginette Delestrez-Castelain, |           | Contrôleur divisionnaire du Trésor Chevalier de l'Ordre national du Mérite (1990)        |
| mars 2001                                | mai 2020                  | Gérard Delahaye              | DVG       | Cadre à la Chambre des métiers Conseiller départemental suppléant Réélu en 2008 et 2014, |
| mai 2020                                 | En cours (au 23 mai 2020) | Jérôme Demulier              | PS        | Fonctionnaire territorial,                                                               |

## Population et société

### Démographie
Les habitants de la commune sont appelés les Richebourgeois

#### Évolution démographique
L'évolution du nombre d'habitants est connue à travers les recensements de la population effectués dans la commune depuis 1793. Pour les communes de moins de 10 000 habitants, une enquête de recensement portant sur toute la population est réalisée tous les cinq ans, les populations de référence des années intermédiaires étant quant à elles estimées par interpolation ou extrapolation. Pour la commune, le premier recensement exhaustif entrant dans le cadre du nouveau dispositif a été réalisé en 2008.

En 2022, la commune comptait 2 653 habitants, en évolution de +1,84 % par rapport à 2016 (Pas-de-Calais : −0,72 %, France hors Mayotte : +2,11 %).
| 1793  | 1800  | 1806  | 1821  | 1831  | 1836  | 1841  | 1846  | 1851  |
| ----- | ----- | ----- | ----- | ----- | ----- | ----- | ----- | ----- |
| 1 576 | 1 789 | 1 925 | 1 842 | 1 981 | 1 908 | 1 996 | 1 892 | 2 033 |

| 1856  | 1861  | 1866  | 1872  | 1876  | 1881  | 1886  | 1891  | 1896  |
| ----- | ----- | ----- | ----- | ----- | ----- | ----- | ----- | ----- |
| 2 068 | 2 171 | 2 268 | 2 269 | 2 114 | 1 992 | 1 981 | 1 912 | 1 926 |

| 1901  | 1906  | 1911  | 1921 | 1926 | 1931  | 1936 | 1946  | 1954  |
| ----- | ----- | ----- | ---- | ---- | ----- | ---- | ----- | ----- |
| 1 991 | 2 067 | 1 969 | 890  | 987  | 1 009 | 985  | 1 113 | 1 090 |

| 1962  | 1968  | 1975  | 1982  | 1990  | 1999  | 2006  | 2008  | 2013  |
| ----- | ----- | ----- | ----- | ----- | ----- | ----- | ----- | ----- |
| 1 057 | 1 090 | 1 619 | 2 006 | 2 463 | 2 484 | 2 413 | 2 395 | 2 555 |

| 2018  | 2022  | - | - | - | - | - | - | - |
| ----- | ----- | - | - | - | - | - | - | - |
| 2 638 | 2 653 | - | - | - | - | - | - | - |

#### Pyramide des âges
En 2018, le taux de personnes d'un âge inférieur à 30 ans s'élève à 32,3 %, soit en dessous de la moyenne départementale (36,7 %). À l'inverse, le taux de personnes d'âge supérieur à 60 ans est de 26,5 % la même année, alors qu'il est de 24,9 % au niveau départemental.
En 2018, la commune comptait 1 310 hommes pour 1 328 femmes, soit un taux de 50,34 % de femmes, légèrement inférieur au taux départemental (51,50 %).
Les pyramides des âges de la commune et du département s'établissent comme suit.
| Hommes | Classe d’âge | Femmes |
| ------ | ------------ | ------ |
| 0,6    | 90 ou +      | 1,3    |
| 4,6    | 75-89 ans    | 6,6    |
| 19,8   | 60-74 ans    | 20,0   |
| 22,1   | 45-59 ans    | 22,2   |
| 18,9   | 30-44 ans    | 19,3   |
| 14,0   | 15-29 ans    | 11,9   |
| 20,1   | 0-14 ans     | 18,8   |

| Hommes | Classe d’âge | Femmes |
| ------ | ------------ | ------ |
| 0,5    | 90 ou +      | 1,6    |
| 5,6    | 75-89 ans    | 8,9    |
| 16,7   | 60-74 ans    | 18,1   |
| 20,2   | 45-59 ans    | 19,2   |
| 18,9   | 30-44 ans    | 18,1   |
| 18,2   | 15-29 ans    | 16,2   |
| 19,9   | 0-14 ans     | 17,9   |

## Culture locale et patrimoine

### Lieux et monuments
- Le cimetière militaire portugais : la majorité des soldats portugais qui sont tombés au combat pendant la Première Guerre mondiale reposent dans ce cimetière. La commission portugaise des sépultures de guerre a regroupé les corps provenant de divers cimetières en France, en Belgique et en Allemagne. Les stèles portent les armoiries du Portugal. En 1976, la chapelle Notre-Dame-de-Fatima y a été érigée. En 2018, elle est le lieu d'une commémoration entre les chefs d'État français et portugais, pour rappeler le sacrifice des soldats portugais durant la Première Guerre mondiale[56].
- Le mémorial de Neuve-Chapelle en hommage aux soldats de l'armée des Indes britanniques de la Première Guerre mondiale tombés notamment lors de la bataille de Neuve-Chapelle.
- Le Touret Memorial qui rend hommage à 13 482 soldats de l’armée impériale britannique disparus au cours des combats qui se sont déroulés entre la Lys et La Bassée d’octobre 1914 à septembre 1915.
- L'église Saint-Laurent de Richebourg-l'Avoué.
- Le cimetière militaire du Rue-des-Berceaux.
- Le cimetière militaire de Saint-Vaast Post.
- Les deux jardins de la paix[57] :
  - le jardin de la paix portugais, réalisé 2022 ;
  - le jardin de la paix indien.
- Le monument aux morts, du sculpteur Charles-Henri Pourquet[58].

Les nombreux cimetières et mémoriaux disséminés sur l'ensemble de la commune rappelle la violence des combats qui s'y sont déroulés.

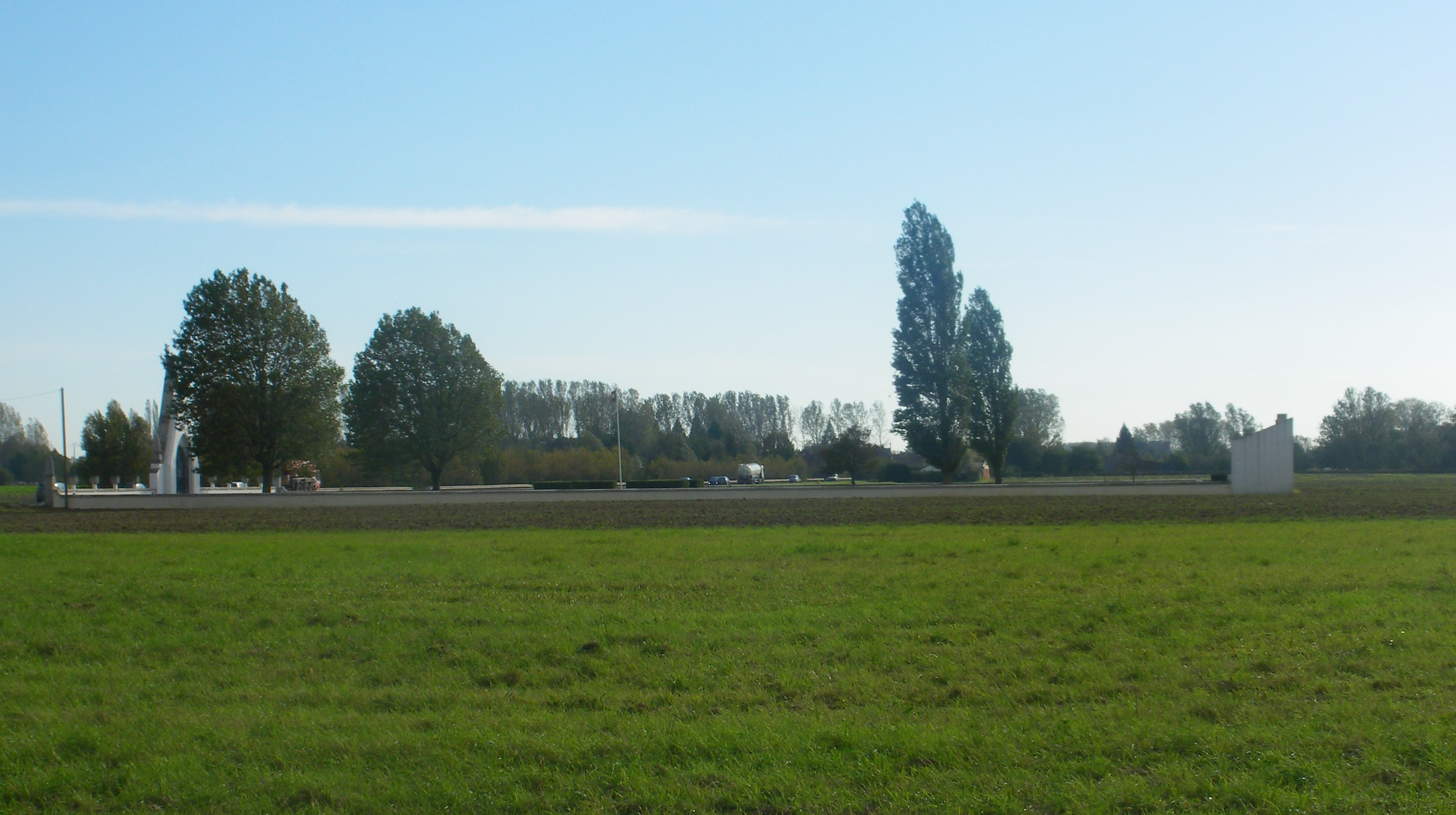
Le cimetière militaire portugais.
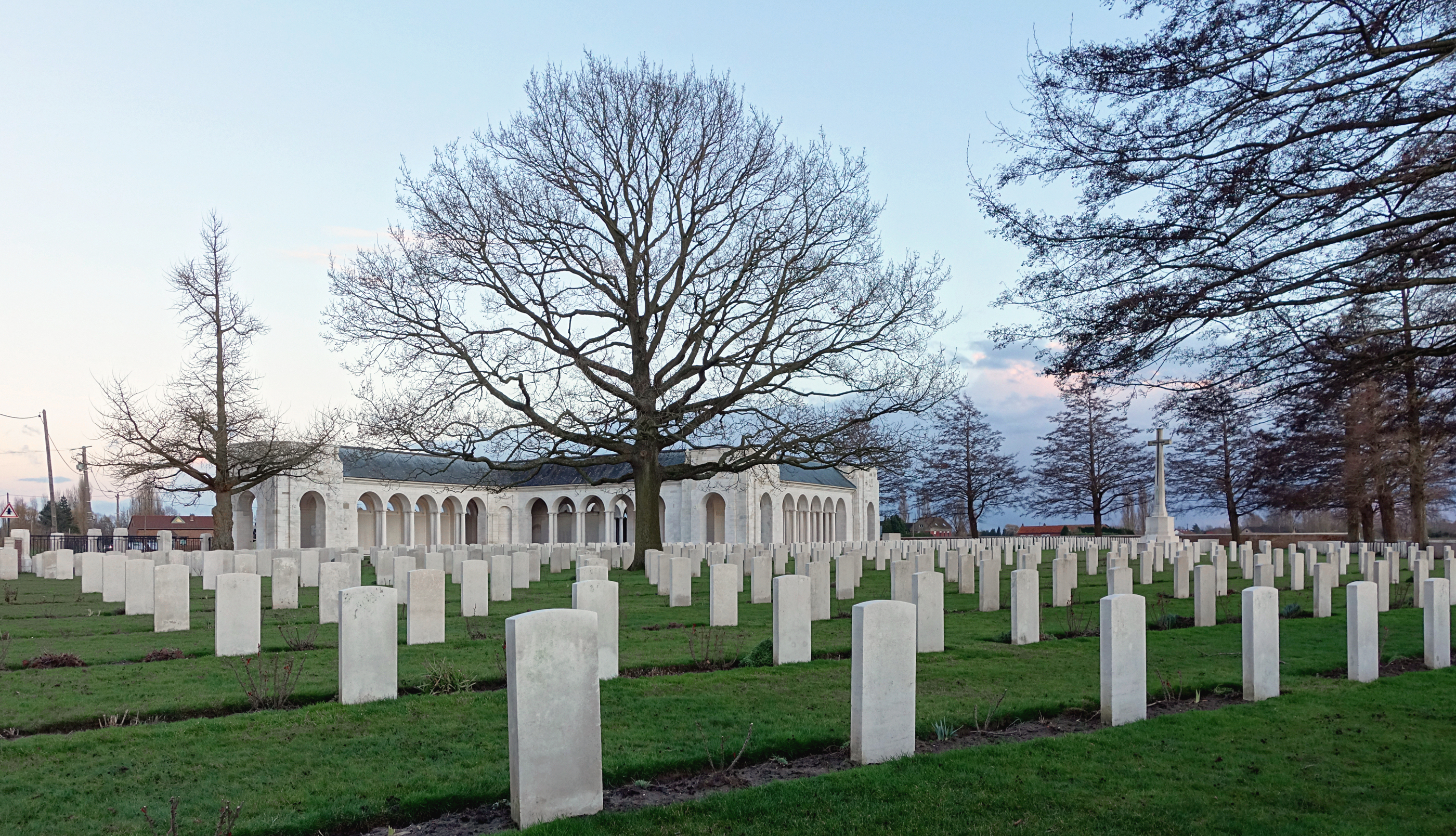
Le Touret Memorial.
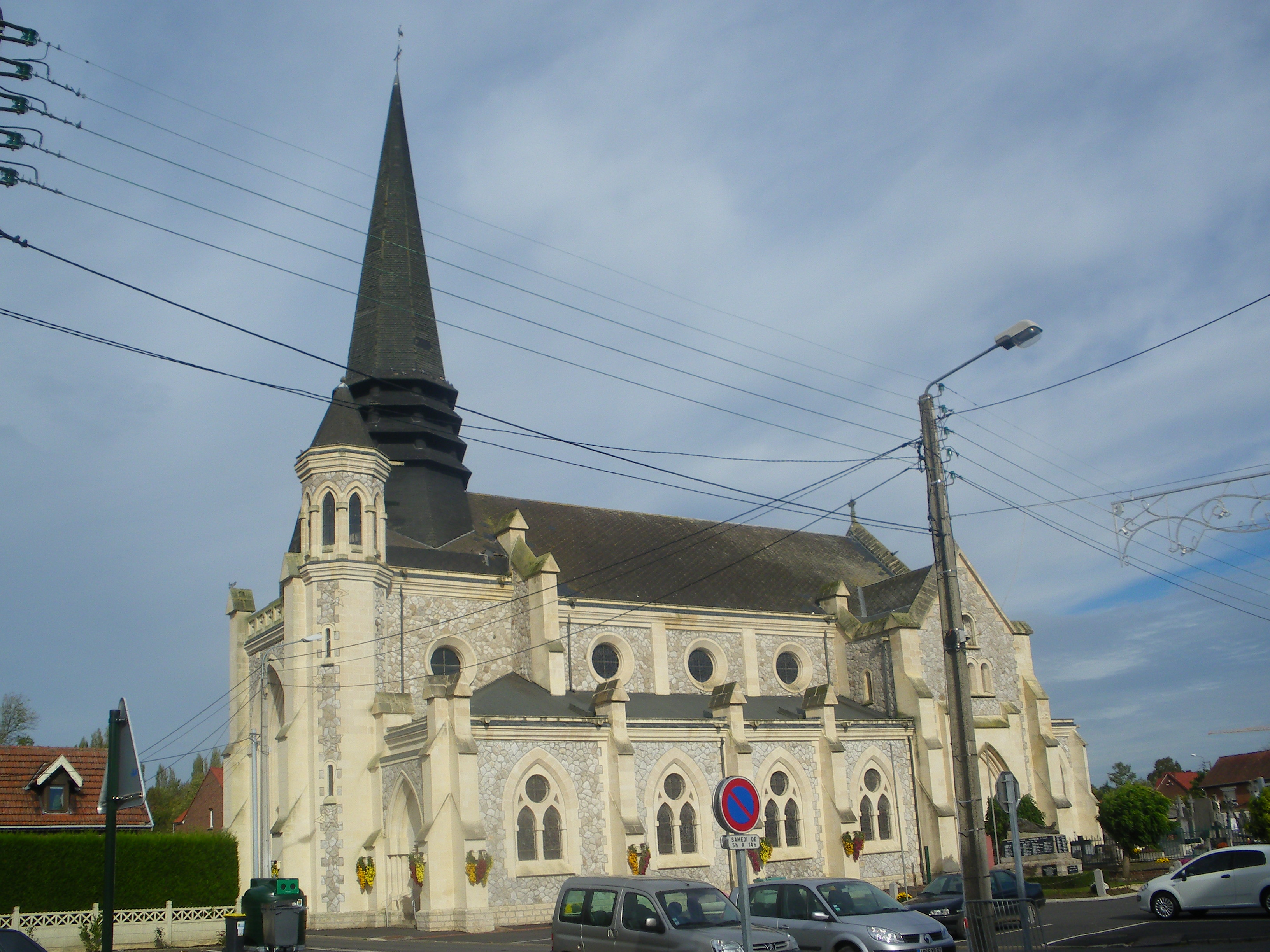
L'église Saint-Laurent.

### Personnalités liées à la commune
- Seigneurs et marquis de Richebourg.
- Géry Leuliet, évêque d'Amiens de 1963 à 1985, né à Richebourg-l'Avoué.

### Héraldique
| Blason de Richebourg | Blason  | D'azur à cinq cotices d'or, au franc-quartier d'or chargé d'une croix ancrée de gueules. Ornements extérieursCroix de guerre 1914-1918 |
| Blason de Richebourg | Détails | Le statut officiel du blason reste à déterminer.                                                                                       |

## Pour approfondir

#### Bases de données, dictionnaires et encyclopédies
- Ressources relatives à la géographie :   - Insee (communes)
  - Ldh/EHESS/Cassini
- Ressource relative à plusieurs domaines :   - Annuaire du service public français
- Notices d'autorité :   - BnF (données)